# Fabrizio Palermo (dirigente d'azienda)
Fabrizio Palermo (Perugia, 5 febbraio 1971) è un dirigente d'azienda italiano, dal 26 settembre 2022 è amministratore delegato di Acea e dal 3 maggio 2023 anche direttore generale.

## Biografia
Laureatosi con lode nel 1994 in Economia e Commercio presso l’Università degli Studi di Roma "La Sapienza", Fabrizio Palermo ha iniziato il suo percorso professionale nel 1995 a Londra nella Divisione Investment Banking di Morgan Stanley, dove si è occupato prevalentemente di operazioni di collocamento azionario e obbligazionario, acquisizione e fusione tra imprese. Dal 1998 al 2005 ha lavorato per McKinsey & Company in qualità di consulente strategico, specializzandosi in operazioni di risanamento, trasformazione e rilancio di grandi gruppi industriali e finanziari.
Nel 2005 viene chiamato dal Gruppo Fincantieri ad assumere l’incarico di Direttore Business Development e Corporate Finance, a riporto dell’Amministratore Delegato, ricoprendo successivamente la carica di Chief Financial Officer (2006-2014) e di Vicedirettore Generale (2011-2014). In questi anni, è tra i protagonisti della trasformazione del Gruppo che, attraverso l’acquisizione di Manitowac Marine Group, si espande anche sul mercato americano. Nel 2013, Fabrizio Palermo contribuisce allo sviluppo della società nel settore Oil&Gas lavorando all’acquisizione di STX OSV. Oltre ad avere un ruolo importante nella riorganizzazione operativa e nella riduzione dei costi, incide sulla ristrutturazione finanziaria attraverso la supervisione del primo Eurobond lanciato dalla società nel 2013 e del collocamento IPO alla Borsa di Milano nel 2014.
Dal 2014 al 2018 è stato direttore finanziario e dirigente preposto alla redazione dei documenti contabili del Gruppo Cassa Depositi e Prestiti, assumendo la responsabilità della raccolta postale e obbligazionaria, della gestione della liquidità, del portafoglio investimenti e dell'Asset Liability Management di Gruppo.
Da dicembre 2018 ad aprile 2019 è stato Presidente del Consiglio di Amministrazione di Cdp Equity.
Il 27 luglio 2018 è stato nominato amministratore delegato di Cassa depositi e prestiti e dal 4 ottobre 2018 ha assunto anche la carica di direttore generale, incarichi che ha ricoperto fino al 31 maggio 2021.
Sotto la sua gestione, il 5 dicembre 2018, il Gruppo ha approvato il piano industriale 2019-2021 che prevede l’investimento di 200 miliardi di euro a supporto di imprese, infrastrutture e territorio. Tra le operazioni più rilevanti portate a termine sotto il suo mandato, la cooperazione per lo Sviluppo sostenibile, l’accordo con UniCredit per l’internazionalizzazione delle imprese italiane in Cina, l’accordo di collaborazione per iniziative congiunte nell’ambito dell’economia circolare, della decarbonizzazione e delle energie rinnovabili, l’avvio dell’iniziativa “Zero Plastica”, l’intesa con RDIF per promuovere la cooperazione economica tra Italia e Russia, l’intervento nel Progetto Italia per il rilancio del settore delle costruzioni, l’accordo con UBI Banca per il supporto alle PMI del Mezzogiorno e il lancio del primo “Social Housing Bond” da 750 milioni di euro. CDP ha inoltre ottenuto per due anni consecutivi la certificazione “Top Employers Italia”.
Del marzo 2020 è il Protocollo di intesa per lo sviluppo di progetti congiunti nell’ambito dell’economia circolare firmato da Cassa Depositi e Prestiti, Eni e Fincantieri con l’obiettivo di studiare e sviluppare tecnologie per la raccolta dei rifiuti in mare e lungo le coste, da riutilizzare per generare prodotti per la mobilità e applicazioni industriali. 
Sotto la sua gestione, il Consiglio di amministrazione ha approvato la più estesa operazione di rinegoziazione dei mutui realizzata negli ultimi anni da CDP con l’obiettivo di coinvolgere 7.200 enti territoriali e liberare risorse per 1,4 miliardi di euro dalla rinegoziazione di 34 miliardi di prestiti. Comuni, Città Metropolitane, Province e Regioni potranno destinare i fondi anche ad interventi per far fronte all’emergenza Coronavirus. È stato poi attivato, grazie alla partnership tra CDP e il sistema bancario, un plafond di 7 miliardi di euro riservato a PMI e mid-cap per finanziare capitale circolante, investimenti e attività di export e internazionalizzazione. Il 2 aprile è stata avviata una nuova linea di operatività, “Liquidità COVID-19” che rende immediatamente disponibili fino a 2 miliardi di euro a supporto dei fabbisogni finanziari delle medie e grandi imprese per esigenze temporanee di liquidità, supporto al capitale circolante e sostegno agli investimenti previsti dai piani di sviluppo delle aziende.
Il 31 agosto 2020 è stato siglato il “memorandum of understanding” tra CDP e Tim S.p.A. per creare la società della rete unica nazionale di telecomunicazioni in fibra ottica, mettendo insieme l’infrastruttura del gruppo telefonico con Open Fiber.
Fabrizio Palermo è stato inoltre membro del Consiglio di Amministrazione di Fincantieri USA Inc., di Vard Group AS, di Vard Holdings Limited, di Risparmio Holding S.p.A., di Equam S.p.A. e membro del comitato investitori dell’Italian Recovery Fund (ex Fondo Atlante 2).
Nel 2018 ha ricoperto il ruolo di docente di Corporate Finance presso la Luiss Guido Carli di Roma e dal 2007 al 2010 è stato Professore Assistente di Planning & Control all’interno dello stesso istituto.
Il 26 settembre 2022 è stato nominato amministratore delegato di Acea. Da maggio 2023 ricopre anche la carica di direttore generale.

## Vita privata
Sposato e padre di due figli, Fabrizio Palermo è appassionato di canottaggio e ciclismo.

## Altri incarichi
Altri incarichi ricoperti da Palermo:
- Amministratore delegato di CDP Reti S.p.A. dal 2019 al 2021[40][41]
- Membro del Board di Fincantieri S.p.A.[42]
- Membro del Consiglio Direttivo di Assonime[43]
- Membro del Consiglio di Amministrazione del Centro Studi Americani[44]
- Co-Chairman del Business Forum Italia-Cina dal 2018[45]
- Membro dell’Advisory Board della Presidenza Italiana del B20[46]
- Membro della commissione italo-francese per il progetto tra Fincantieri e Naval Group, volto alla creazione di un campione europeo della cantieristica dal 2017[47]

## Riconoscimenti
Nel 2019 Fabrizio Palermo è stato insignito del titolo di Businessperson of the year per il settore industria nella classifica stilata da Fortune Italia. Sempre nello stesso anno, è stato officiato del titolo di “Canoviano d’onore 2019” dal Canova Club, associazione composta da manager, professionisti e imprenditori.